# Amnon ucciso da Assalonne
La tarsia Amnon ucciso da Assalonne fa parte delle tarsie del coro della basilica di Santa Maria Maggiore i cui disegni preparatori furono eseguiti da Lorenzo Lotto e intarsiati da Giovan Francesco Capoferri. È collocata sul presbiterio nel banco dei religiosi, ala sinistra, quinto stallo. Uno studio attento e approfondito delle tarsie e dei disegni preparatori fu realizzato dalla studiosa Francesca Cortesi Bosco e pubblicato nel 1987.

## Storia
La congregazione della Misericordia Maggiore, che amministrava la basilica mariana, e che aveva deciso di completare il presbiterio con un nuovo altare e con il nuovo coro ligneo, il 12 marzo 1524 affidò a Lorenzo Lotto la realizzazione dei disegni per le tarsie. Il 16 giugno del medesimo anno gli vengono commissionati i coperti delle tarsie così che potessero essere preservate dall'usura del tempo. I coperti dovevano raffigurare in maniera simbolica quanto era raffigurato nella storia diventando questo un caso unico.
La tarsia fu restaurata nel 1801 e Giacomo Caniana, che ne fu il realizzatore, ne appose la firma: RESTAURAVIT ANNO 1801.

## Descrizione

### Tarsia
L'invenzione o storia racconta l'episodio descritto nel secondo Libro di Samuele, quando Tamar disperata racconta al fratello Assalonne d'esser stata presa con violenza dal fratello Amnon e poi scacciata dal palazzo. Assalonne, due anni dopo, usa il pretesto di andare con tutti i fratelli e i servitori ad accogliere i tosatori che arrivavano nella città, per far uccidere dai servitori Amnon dopo i festeggiamenti quanto tutti erano ebbri. (secondo Samuele 13, 19-29) La tarsia è quindi il prosieguo del racconto narrato nella tarsia Amnon violante Tamar.
Tamar, posta centralmente, viene raffigurata disperata, con le braccia allargate mentre racconta al fratello Assalonne la gravità di quanto le è successo. Lorenzo Lotto fa trascorrere il tempo ponendo un'alta staccionata tra questi due personaggi e i tosatori che, posti in primo piano a sinistra, stanno lavorando per la tosatura delle pecore. Assalonne è raffigurato in abiti rinascimentali con maniche ampie complete di lunghe frange, e pantaloni con la patta. Porta lunghi capelli biondi e tiene una mano appoggiata su fianco mentre con l'altra indica una volpe uccisa e appesa a un alto ramo, centrale sulla tavola. La volpe vuole raffigurare la natura umana quando è maligna e ingannatrice. Nella parte superiore sinistra vi è la rappresentazione dell'uccisione di Assalonne da parte dei servi del fratello. Amnon è circondato dai servi del fratello che lo colpiscono. Cerca invano una via di fuga ma è chiuso entro un'alta muraglia.
Lotto però preferisce raffigurare la scena dell'omicidio in lontananza ponendo più attenzione al paesaggio campestre, dove si possono vedere i servi, posti sotto una vigna, che festeggiano e Assalonne che li invita a compiere l'omicidio dicendo loro che è un ordine di cui loro non sono responsabili. A destra vi è il palazzo rinascimentale del re, che riprende quello raffigurato nella tarsia di Tamar e Amnon. 

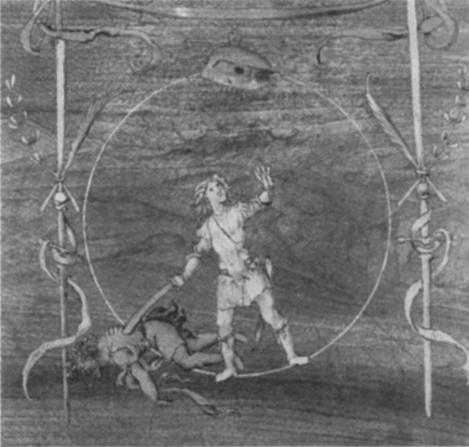
Uomo in cerchio che uccide di spada un altro uomo coronato d'alloro

### Coperto
Il coperto, o “picture a claro et obsuro”, o impresa, fu realizzato dal disegno preparatore di Lorenzo Lotto e consegnato l'8 febbraio 1527, venendo poi realizzato dal Capoferri nell'ottobre del medesimo anno, compreso la profilatura.